# Axel Wallenberg (1958–2011)
Lars Axel Walter Wallenberg, född 1 juni 1958 i Stockholm, död 11 september 2011, var en svensk företagsledare. Han var reservofficer i flottan.
Axel Wallenberg var styrelseledamot i värdepappersbolaget Omkin AB och chef för rederiet Navigare. Han var även styrelseledamot i  Knut och Alice Wallenbergs stiftelse. Han flyttade 2001 till Italien och senare till Fairfield i Connecticut, USA.

## Privatliv
Axel Wallenberg var son till Marc Wallenberg och Olga, född Wehtje och sondotter till Ernst Wehtje, samt bror till Marcus Wallenberg. Axel Wallenberg var gift med Anna-Maria med vilken han hade tre barn.